# 53-я сезонная Российская Антарктическая экспедиция
53-я сезонная Российская Антарктическая экспедиция — очередная Российская Антарктическая экспедиция. 
Экспедиция длилась с 6 ноября 2007 года по 2 июня 2008 года (210 суток). 
Базой экспедиции стало научно-исследовательское судно «Академик Фёдоров». 
Было пройдено свыше 47 000 морских миль, из них 21 500 миль было пройдено в водах Антарктического континента.

## Программа
В соответствии с программой экспедиции экипаж выполнил следующие работы:
- Одной из основных задач было проведение научных исследований с борта судна. По мнению учёных, наиболее ценные данные были получены в результате микробиологических исследований антропогенной нагрузки полярных станций на окружающую среду, в том числе законсервированных в начале 1990-х гг. станций «Русская» и «Ленинградская», которые были расконсервированы в ходе экспедиции.
- Посетил несколько российских станций,
- Забрал с зимовки учёных-полярников,
- Установил специальную аппаратуру для наблюдения за изменениями климата.
- Провёл исследования мёрзлых грунтов антарктических оазисов,
- Установил автоматические метеорологические и геодезические станции на трёх полевых базах. Эти станции записывают измеренную информацию и оперативно передают её в Санкт-Петербург через спутник.
- Продолжил работы по изучению характеристик подледникового озера Восток и целый ряд других исследований.

Антарктическая экспедиция была проведена силами интернационального коллектива: кроме россиян в экипаж научно-исследовательского судна были включены специалисты из Австралии и Южной Кореи. 
В работе экспедиции также принимали участие учёные из Австрии, Германии, Белоруссии, Польши, США и Франции, работавшие на полярных станциях.